# Robert M. La Follette, Jr.
Robert M. La Follette, Jr. (Madison, 1895. február 6. – Washington, 1953. február 24.) az Amerikai Egyesült Államok Wisconsin államának szenátora.